# Rabil (Kap Verde)
Rabil ist eine Stadt auf der Insel Boa Vista, Kap Verde. Es war die frühere Hauptstadt der Insel. Rabil ist die zweitgrößte Stadt der Insel und liegt 6 Kilometer südöstlich der Inselhauptstadt Sal Rei. Die Einwohnerzahl betrug im Jahr 2010 1248. Der Flughafen der Insel, Aristides Pereira International Airport, befindet sich nordwestlich der Stadt.

## Geographie
Praia de Chaves mit seinen Hotels und Resorts im Westen Rabils. Der Fluss Ribeira do Rabil fließt an der Stadt vorbei. Der Strand Praia da Chave wurde für den Tourismus erschlossen.

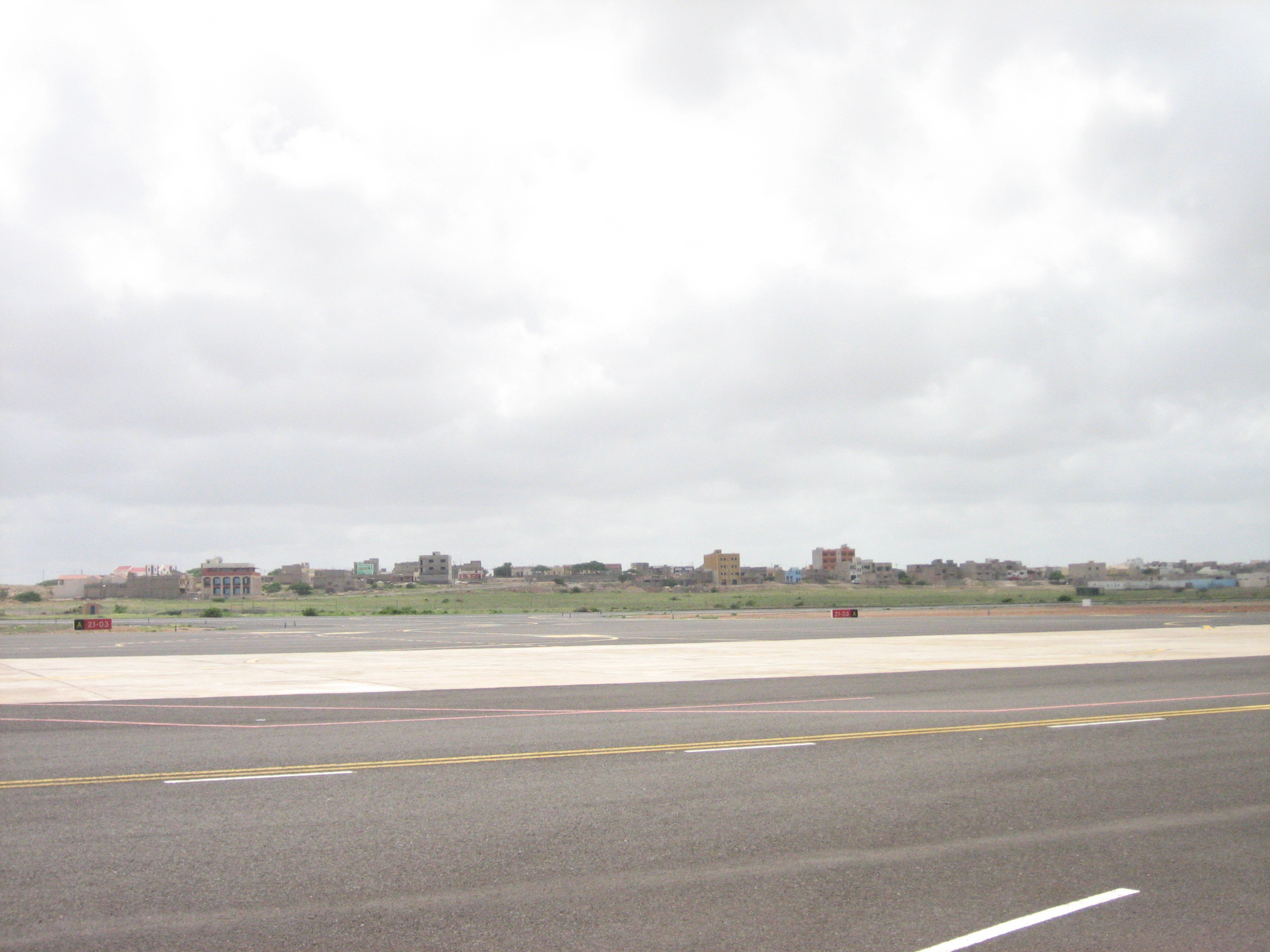
Rabil aus Sicht des Flughafens